# Dominique Provost-Chalkley

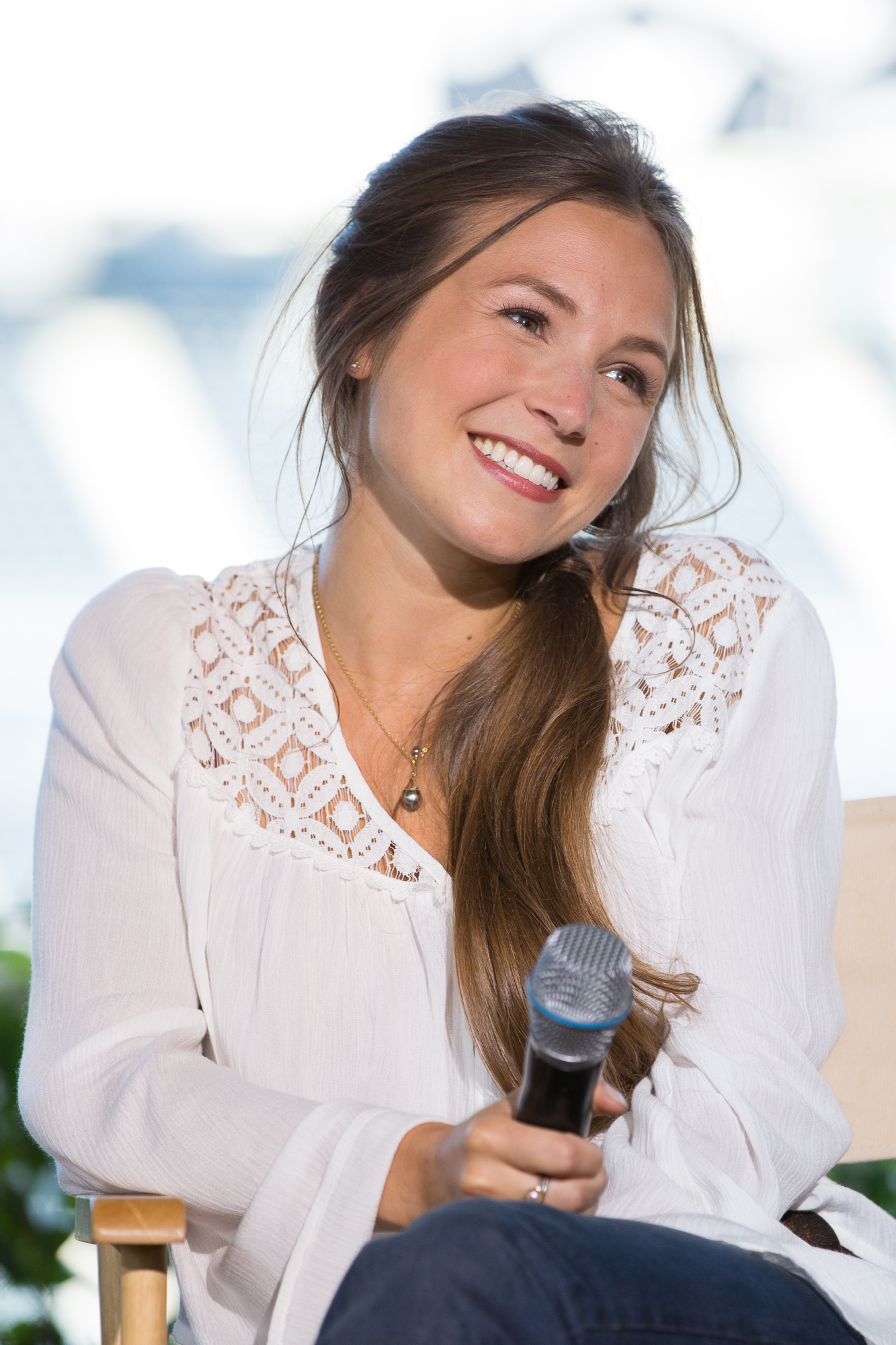
Dominique Provost-Chalkley (2016)

Dominique Provost-Chalkley (* 24. März 1990 in Bristol) ist britischer Nationalität und schauspielerisch mit der Rolle von Waverly Earp in der Serie Wynonna Earp bekannt geworden. Provost-Chalkley bezeichnet die eigene Geschlechtsidentität als nichtbinär sowie genderfluid und benutzt für sich das singulare Fürwort they (im Deutschen unübersetzbar).

## Karriere
Im Jahr 2008 spielte Dominique Provost-Chalkley in der Fernsehserie Britannia High mit und hatte eine Rolle im Film Beautiful Devils. Seit 2016 spielt Provost-Chalkley die Hauptrolle der Waverly Earp in der US-amerikanisch-kanadische Serie Wynonna Earp. Die Serie wurde im Jahr 2017 um eine dritte Staffel verlängert. 2017 spielte Provost-Chalkley in einer Episode der Fernsehserie 12 Monkeys mit.

## Filmographie (Auswahl)
- 2008: Britannia High (Fernsehserie, 9 Episoden)
- 2012: The Seasoning House
- 2012: The Midnight Beast (Fernsehserie, Episode 1x05 Boyband)
- 2015: Avengers – Age of Ultron
- 2016: Murdoch Mysteries (Fernsehserie, 2 Episoden)
- 2016–2021: Wynonna Earp (Fernsehserie, 49 Episoden)
- 2017: Beautiful Devils
- 2017: Neverknock (Fernsehfilm)
- 2017: 12 Monkeys (Fernsehserie, Episode 3x01 Mother)
- 2017: The Carmilla Movie
- 2018: Buckout Road
- 2018: Separated at Birth
- 2019: Season of Love
- 2021: Like A House On Fire
- 2024: Wynonna Earp – Vengeance